# Готфрид фон Питен
Готфрид фон Питен (на немски: Gottfried von Pitten; † 8 февруари 1050) от баварския графски род Велс-Ламбахи в Траунгау е от 1042 г. граф на Графство Питен в Долна Австрия и съ-маркграф на Карантийската марка Щирия.

## Биография
Той е син на Арнолд II фон Велс-Ламбах († 1055) и съпругата му Регила/Регинлинда († сл. 1050) от Вердюн от род Вигерихиди. Брат е на Арнолд III († 1050, убит) и Адалберо († 1090), епископ на Вюрцбург (1045 – 1090).
Готфрид побеждава нахлулите маджари през 1042 г. и получава от император Хайнрих III графството Питен със своя богата собственост. От 1042 г. той е съ-маркграф в марката на баща му.
На 8 февруари 1050 г. враговете му нападат замък Ламбах. Готфрид фон Питен е убит, също майка му и брат му Арнолд III със съпругата му Хацеха. Баща му Арнолд II тогава превръща своя замък в колегиален манастир и умира през 1055 г. Неговият единствен оживял син, епископ Адалберо, превръща манастира през 1056 г. в бенедиктински манастир.
Собствеността му в Питен отива чрез дъщеря му Матилда на нейния съпруг, граф Екберт I фон Формбах. Маркграфството отива през 1056 г. на братовчед му Отокар I фон Траунгау, също собственостите му в Траунгау и в Енс- и долината Палтен.

## Деца
Готфрид фон Питен се жени и има една дъщеря:
- Матилда фон Ламбах († 1090), наследничка на Ламбек-Питен и графството на Ин, омъжена за граф Екберт I фон Формбах († 1109)